# View of the Hebrews
View of the Hebrews es un libro de 1823 escrito por Ethan Smith, un ministro congregacionalista estadounidense, quien argumentó que los nativos americanos descendían de las diez tribus perdidas de Israel. Esta era una visión relativamente común a principios del siglo XIX, ya que la mayoría de los europeos y estadounidenses tenían una visión bíblica de la historia. Numerosos comentaristas sobre la historia mormona, desde la autoridad general de La Iglesia de Jesucristo de los Santos de los Últimos Días Brigham Henry Roberts hasta Fawn M. Brodie, biógrafo de Joseph Smith, han observado similitudes en el contenido de View of the Hebrews y el Libro de Mormón, que se publicó por primera vez en 1830, siete años después del libro de Ethan Smith.

## Contenido
Ethan Smith sugirió que los nativos americanos eran descendientes de las Diez Tribus Perdidas de Israel. Esta teoría fue sostenida por muchos teólogos y laicos de su época que trataron de encajar a las nuevas poblaciones en lo que entendían de la historia bíblica, que sintieron que abarcaba el mundo. Se creía que estas tribus habían desaparecido después de ser tomadas cautivas por los asirios en el siglo VIII a. C. Terryl Givens llama a la obra «una mezcla poco elegante de historia, extractos, exhortación y teorización».
La especulación de Smith se inspiró en el apócrifo 2 Esdras 13:41, que dice que las Diez Tribus viajaron a un país lejano «donde nunca vivió la humanidad», lo que Ethan Smith interpretó que significaba América del Norte. Durante los días de Smith, las especulaciones sobre las Diez Tribus Perdidas aumentaron tanto por un renovado interés en la profecía bíblica como por la creencia de que los pueblos aborígenes que habían sido barridos por los colonos europeos no podrían haber sido los mismos que los antiguos que crearon el sofisticado montículos de movimiento de tierras que se encuentran en todo el valle del Misisipi y el sureste de América del Norte. Smith intentó rescatar a los indios del mito contemporáneo de los constructores de montículos siendo una raza separada al hacer que los pueblos indígenas «convertidos potenciales sean dignos de salvación». «Si nuestros nativos son de las tribus de Israel», escribió Smith, «los cristianos estadounidenses pueden sentir que un gran objeto de su herencia aquí es que pueden tener una agencia principal para restaurar "las ovejas perdidas de la casa de Israel".»

## Comparación con el Libro de Mormón
El Libro de Mormón comparte algunos elementos temáticos con View of the Hebrews. Ambos libros citan ampliamente las profecías del Antiguo Testamento del Libro de Isaías; describen la futura reunión de Israel y la restauración de las Diez Tribus Perdidas; cuentan el  viaje y poblamiento del Nuevo Mundo por parte de individuos del Viejo Mundo a través de un largo viaje por mar; declaran un motivo religioso para la migración; dividen a los migrantes en grupos civilizados e incivilizados con largas guerras entre ellos y la eventual destrucción de los civilizados por los incivilizados; presupone que los nativos americanos descendían de los israelitas y sus respectivos idiomas del hebreo; incluyen un cambio de gobierno, de monarquía a república; y sugieren que el evangelio fue predicado en la antigua América.
Los primeros mormones de vez en cuando citaron View of the Hebrews para apoyar la autenticidad del Libro de Mormón. En el siglo XX, los eruditos mormones notaron los paralelismos entre View of the Hebrews y el Libro de Mormón y sugirieron que Joseph Smith había usado View of the Hebrews como fuente para componer el Libro de Mormón, o que éste al menos estaba influenciado por las ideas populares del siglo XIX expuestas en el trabajo anterior. Se desconoce si Joseph Smith tuvo acceso a View of the Hebrews cuando dictó el Libro de Mormón, sin embargo sí citó esta obra en 1842.
Los críticos del mormonismo también han notado que Oliver Cowdery, quien más tarde se desempeñó como escriba de Joseph Smith para el Libro de Mormón, vivía en la misma pequeña ciudad de Vermont que Ethan Smith y pudo haber asistido a la iglesia congregacional donde este último fue pastor de cinco años. Estos críticos sugirieron que Cowdery pudo haber pasado el conocimiento del libro a Joseph Smith. Larry Morris, un investigador mormón, ha argumentado que «la teoría de una asociación Ethan Smith-Cowdery no está respaldada por los documentos y que se desconoce si Oliver conocía o leía View of the Hebrews.»
Cuando en 1922 los líderes de la iglesia le pidieron al apologista mormón B. H. Roberts que comparara View of the Hebrews y el Libro de Mormón, produjo un informe confidencial, publicado más tarde como Estudios del Libro de Mormón, que señalaba dieciocho puntos de similitud.
Fawn M. Brodie, el primer historiador importante en escribir una biografía no hagiográfica de Joseph Smith, creía que la teoría de Joseph Smith sobre el origen hebraico de los indios americanos surgió «principalmente» de View of the Hebrews. «Puede que nunca se pruebe que Joseph vio View of the Hebrews antes de escribir el Libro de Mormón», escribió Brodie en 1945, «pero los sorprendentes paralelismos entre los dos libros apenas dejan un caso de mera coincidencia». Varios apologistas mormones han argumentado que los paralelos entre las obras son débiles o están demasiado enfatizados.

## Publicación moderna
Arno Press publicó una reimpresión fotográfica de la edición de 1823 de View of the Hebrews en 1977. El texto fue publicado en 1980 por Jerald y Sandra Tanner, con una introducción de estos últimos. En 1985, la University of Illinois Press publicó una edición académica del trabajo, y Signature Books publicó una segunda edición en 1992. La Universidad Brigham Young publicó una edición en 1996.